# Серхі Домінгес
Серхі Домі́нгес Вілорія (ісп. Sergi Domínguez Viloria; нар. 1 квітня 2005, Барселона) — іспанський футболіст, захисник хорватського клубу «Динамо» (Загреб).

## Клубна кар'єра

### «Барселона»
Почав займатися футболом в юнацькій команді «Сант-Габріель», а 2020 року приєднався до молодіжної академії клубу «Барселона». 12 лютого 2023 року дебютував за резерну команду в матчі Прімери Федерасьйон проти «Аморебієти». В сезоні 2023–24 провів 20 матчів за «Барселону Б», пробившись з командою в плей-оф за вихід у Сегунду. 30 травня 2024 року продовжив контракт з «Барселоною» до червня 2027 року.
31 серпня 2024 року дебютував в основному складі «Барселони», вийшовши на заміну Пау Кубарсі в матчі Ла-Ліги проти клубу «Реал Вальядолід». 19 вересня в поєдинку загального етапу Ліги чемпіонів УЄФА проти французького «Монако» дебютував у єврокубках.
23 лютого 2025 року в матчі Прімери Федерасьйон проти «Арентейро» забив свій перший гол в кар'єрі. В сезоні 2024–25 допоміг команді оформити «золотий» дубль: виграти Ла-Лігу та Кубок Іспанії.

### «Динамо» (Загреб)
30 червня 2025 року перейшов в хорватський клуб «Динамо» (Загреб)і, підписавши багаторічний контракт. Сума трансферу становила 1,2 млн євро. 2 серпня дебютував за нову команду в матчі Хорватської футбольної ліги проти «Осієка», вийшовши в стартовому складі.

## Кар'єра в збірній
Виступав за збірні Іспанії до 15, до 17, до 18 і до 19 років.

## Статистика виступів
Станом на 16 серпня 2025 
| Клуб              | Сезон             | Чемпіонат           | Чемпіонат | Чемпіонат | Кубок | Кубок | Єврокубки | Єврокубки | Інші  | Інші | Всього | Всього |
| Клуб              | Сезон             | Дивізіон            | Матчі     | Голи      | Матчі | Голи  | Матчі     | Голи      | Матчі | Голи | Матчі  | Голи   |
| ----------------- | ----------------- | ------------------- | --------- | --------- | ----- | ----- | --------- | --------- | ----- | ---- | ------ | ------ |
| Барселона Б       | 2022–23           | Прімера Федерасьйон | 2         | 0         | —     | —     | —         | —         | 0     | 0    | 2      | 0      |
| Барселона Б       | 2023–24           | Прімера Федерасьйон | 18        | 0         | —     | —     | —         | —         | 2     | 0    | 20     | 0      |
| Барселона Б       | 2024–25           | Прімера Федерасьйон | 19        | 1         | —     | —     | —         | —         | 0     | 0    | 19     | 1      |
| Барселона Б       | Всього            | Всього              | 39        | 1         | —     | —     | —         | —         | 2     | 0    | 41     | 1      |
| Барселона         | 2024–25           | Ла-Ліга             | 3         | 0         | 1     | 0     | 2         | 0         | —     | —    | 6      | 0      |
| Динамо (Загреб)   | 2025–26           | ХФЛ                 | 3         | 0         | 0     | 0     | 0         | 0         | 0     | 0    | 3      | 0      |
| Всього за кар'єру | Всього за кар'єру | Всього за кар'єру   | 44        | 1         | 1     | 0     | 2         | 0         | 2     | 0    | 50     | 1      |

1. ↑  Матчі в плей-оф Прімери Федерасьйон 2022
2. ↑  Матчі в Лізі чемпіонів УЄФА

## Досягнення
«Барселона»
- Чемпіон Іспанії: 2024–25[19]
- Володар Кубка Іспанії: 2024–25[20]